# Délkeleti csoport (NBA)
A Délkeleti csoport az NBA-ben a Keleti főcsoportban a harmadik csoport az Atlanti és a Központi csoport mellett. 2004-ben alakult meg, amikor a Charlotte Bobcats belépett az NBA-be, mint plusz csapat. A Wizards, a Heat, és a Magic a régi Atlanti csoportból, a Hawks pedig a régi Központi csoportból jött. A jelenlegi csoportfelosztások a 2004–05-ös szezon óta vannak érvényben.

## Csapatok
- Atlanta Hawks
- Charlotte Hornets
- Miami Heat
- Orlando Magic
- Washington Wizards

## A Délkeleti csoport győztesei
- 2004–2005: Miami Heat
- 2005–2006: Miami Heat
- 2006–2007: Miami Heat
- 2007–2008: Orlando Magic
- 2008–2009: Orlando Magic
- 2009–2010: Orlando Magic
- 2010–2011: Miami Heat
- 2011–2012: Miami Heat
- 2012–2013: Miami Heat
- 2013–2014: Miami Heat
- 2014–2015: Atlanta Hawks
- 2015–2016: Miami Heat
- 2016–2017: Washington Wizards
- 2017–2018: Miami Heat
- 2018–2019: Orlando Magic
- 2019–2020: Miami Heat
- 2020–2021: Atlanta Hawks
- 2021–2022: Miami Heat
- 2022–2023: Miami Heat
- 2023–2024: Orlando Magic
- 2024–2025: Orlando Magic

### Csapatonként
| Csapat             | Címek | Győztes szezonok |
| ------------------ | ----- | --- |
| Miami Heat         | 12    | 2004–2005, 2005–2006, 2006–2007, 2010–2011, 2011–2012, 2012–2013, 2013–2014, 2015–2016, 2017–2018, 2019–2020, 2021–2022, 2022–2023 |
| Orlando Magic      | 6     | 2007–2008, 2008–2009, 2009–2010, 2018–2019, 2023–2024, 2024–2025                                                                   |
| Atlanta Hawks      | 2     | 2014–2015, 2020–2021 |
| Washington Wizards | 1     | 2016–2017 |
| Charlotte Hornets  | 0     | |